# Gà Legbar

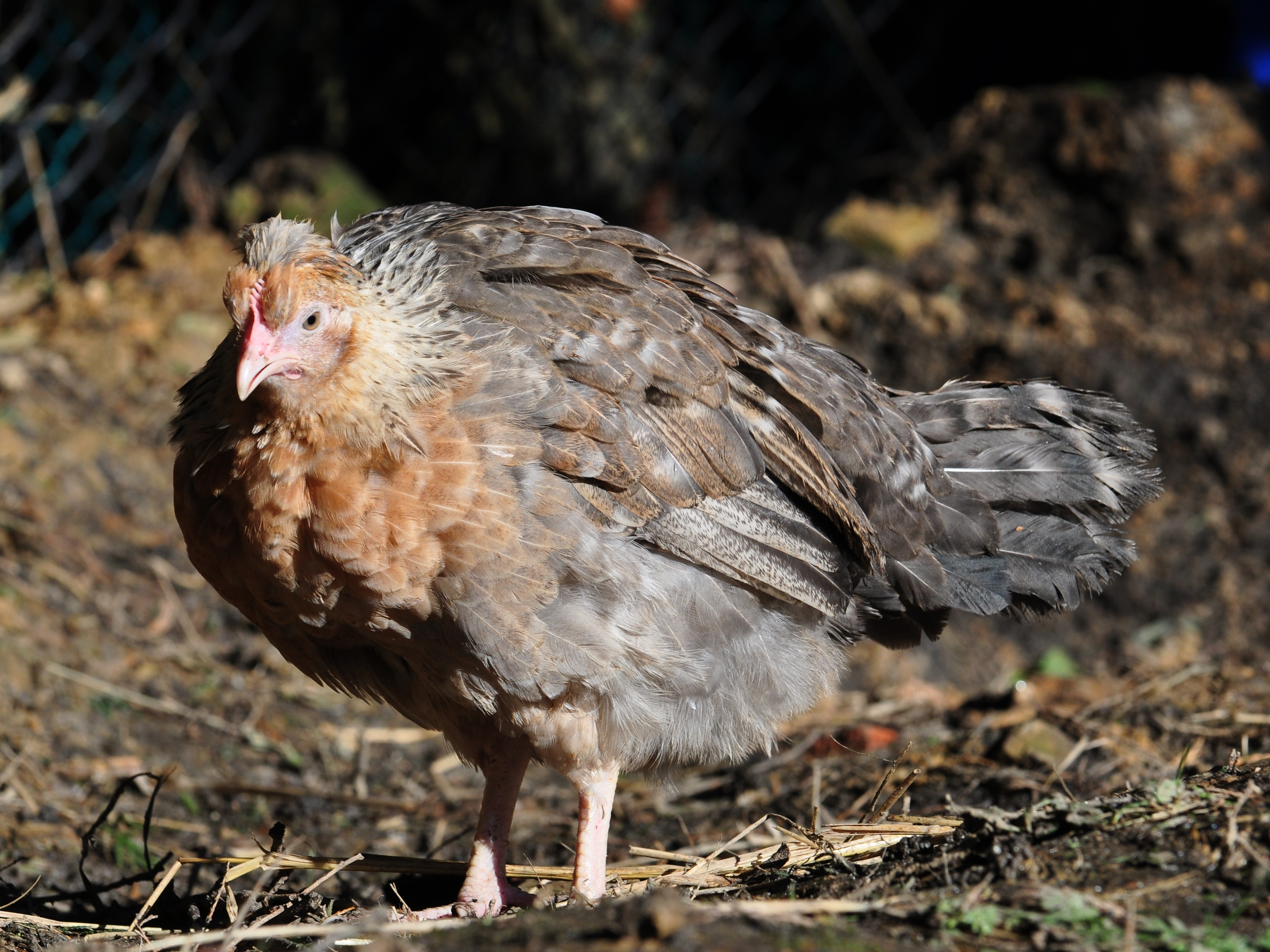
Một con Cream Legbar

Gà Legbar là một giống gà có nguồn gốc từ nước Anh, đây là một giống hiếm hình thành qua phương pháp autosexing. Nó được tạo ra trong những năm đầu thế kỷ XX bởi Reginal Punnett và Michael Pease tại Viện sinh thực của Đại học Cambridge. Nó được tạo ra bằng cách lai tạo chéo gà Plymouth Rock lông cú với gà Leghorn, gà Cambar, và trong trường hợp của biến thể ga Kem Legbars, và gà Araucana.
Máu của gà Araucana trong biến thể gà Kem Legbar được phản ánh ở đỉnh của nó và màu xanh để trứng màu xanh-màu xanh lá cây. 
Các con gà Legbar là giống thứ hai trong những giống gà autosexing tạo ra bởi giáo sư Punnett và M. Pease tại Viện sinh thực ở Cambridge, sau khi Cambar, được tạo ra vào năm 1929 bởi việc lai tại gà Plymouth Rock vàng Campine. Mục đích là để tạo ra một tiện ích giống autosexing với việc tập trung vào đẻ trứng.

## Đặc điểm
Hình dạng của gà Legbar là tương tự như của một con gà Leghorn. Biến thể gà Kem Legbar sở hữu trái ngược với Legbar Vàng và Bạc Legbar mào do máu Araucana của nó. Những con gà trống cân nặng từ 2,7-3,4 kg (6,0-7,5 lbs) và gà mái nặng khoảng 2,0-2,7 kg (4,4-6,0 lbs), chúng được được biết đến khả năng đẻ từ 180-200 trứng mỗi năm. Các con gà trống Legbar là một con gia cầm cơ bắp với một thân hình nêm trong đó có một cái ức nổi bật và rộng ở vai nhưng thon nhẹ về phía gốc của đuôi. Nó mang thân hoạt bát và cảnh giác. Lưng dài và phẳng trong khi đuôi vừa phải đầy đủ được thực hiện tại 45°. Đôi cánh cánh lớn được khép chặt và cũng thon.
Các con mái cũng có đặc điểm chung tương tự như của con trống, cho phép sự khác biệt tự nhiên giữa hai giới. Các con gà Legbar có ba loại màu sắc: vàng, bạc, kem. Kem Legbar có một đỉnh và đặt màu xanh với trứng màu xanh-màu xanh lá cây. Nó được coi là một giống hiếm do Câu lạc bộ gia cầm của Vương quốc Anh, và thuộc Hiệp hội Gia cầm hiếm. Những con gà vàng Legbar nam có những nhánh rơm cổ nhạt mà thưa thớt vàng và đen. Ức, bụng và cánh lông bị chặn màu xám đậm trộn lẫn với màu trắng, lưng, vai lông, và cung cánh là rơm nhạt với vàng-nâu sáng. Các đuôi và đuôi lông bị pha xám. Cổ của con mái vàng Legbar là vàng nhạt và bị ngăn với màu đen. Chúng đẻ trứng màu trắng hoặc màu kem. Các tiêu chuẩn của Legbars Bantam là tương tự như của các loài gà thông thường. Con trống trọng lượng 850 g (30 oz) và con mái có trọng lượng 620 g (22 oz).

## Lai tạo
Không giống như các giống lai liên kết, chẳng hạn như liên kết đỏ hoặc liên kết đen, các con gà Legbar là một giống tự động xác định giới tính. Một số giống tự động xác định giới tính khác, giống tự động phân biệt giới tính của giống tồn tại, chẳng hạn như gà Plymouth Rock, gà Bielefelder Kennhuhn, gà Niederrheiner, và gà Na Uy (Jærhøns). Hầu hết các giống mà kết thúc với hậu tố -bar, như Welbar, Rhodebar, Brussbar hoặc Wybar, được tự động xác định giới tính là tốt nhất.
Tầm quan trọng mà tự động xác định giới tính đóng trong giống gà Legbar cũng được phản ánh trong thực tế là, bên cạnh một tiêu chuẩn cho các gia cầm lớn, màu sắc xuống và mô hình cũng được chuẩn hóa. Ngày gà trống 01 tuổi có thể được phân biệt từ ngày gà mái cùng tuổi bởi màu và các thể vóc chúng hình thành. Gà mái Legbar gà nói chung có một sọc màu nâu sẫm rộng mở rộng trên đầu, cổ và mông. Các cạnh của sọc được xác định rõ ràng và không nên bị mờ và pha trộn với các màu cơ bản, là màu nâu sẫm. Các con gà trống Legbar gà con trong tương phản có một bóng nhợt nhạt. 